# 盐仓镇
盐仓镇，是中华人民共和国贵州省毕节市威宁彝族回族苗族自治县下辖的一个乡镇级行政单位。

## 行政区划
盐仓镇下辖以下地区：
盐仓村、团结村、柳坪村、娱满村、邓营村、松海村、营洞村、可界村、幺站村、二堡村、三寨村、大路村、黎坪村、高峰村、四堡村和兴发村。